# 戸田家 (六条家分家)
戸田家（とだけ）は、村上源氏六条家の分家にあたる武家・士族だった日本の家。六条有純の庶子戸田氏豊が江戸幕府の高家旗本家として創設したのに始まる。維新後士族。

## 歴史
村上源氏庶流の公家六条家の当主である六条宰相有純の庶子氏豊は、母の縁（氏豊の母は戸田一西の三男為春の娘）から大伯父にあたる大垣藩主戸田氏鉄のもとに寄食していたが、慶安2年から江戸で徳川家光に高家旗本として仕えることになり、武蔵国足立郡において1000石の領地を受けた。公家の分家から高家旗本になった最初の家で、武家に転じるにあたって母の実家の戸田姓に改姓した。
その息子氏興は、宝永2年に高家肝入となり、徳川綱吉と家宣の昇進のことで松平定直の副使として朝廷に使者として派遣される際に武蔵国埼玉郡において1000石を加増されて都合2000石となる。
幕末維新期の当主は戸田氏貞。明治維新に際して朝廷に早期帰順し、幕臣から朝臣に転じて元高家として中大夫席を与えられた。明治2年12月に中大夫以下の称が廃止され士族に編入。
明治17年7月7日に施行された華族令で華族が五爵制になった際に定められた『叙爵内規』の前の案である『華族令』案や『叙爵規則』案では元高家が男爵に含まれており、戸田家も男爵候補として名を挙げられているが、最終的な『叙爵内規』では旧高家は対象外となったため、結局同家は士族のままだった。

## 系図
```
凡例
　実子は太線、養子は細線。

六条有純

　 ┃
　
氏豊

　 ┃
　
氏興

　 ｜
　
氏尹

　 ┃
　
氏富

　 ┃
　
氏朋

　 ┃
　
氏倚

　 ┣━━━━┓
　
氏敏
　 
品川氏恒

　 ｜━━━┓
　
氏範
　　
氏貞

　 ┃
　
氏貞
```